# ایشتار (خواننده)
ایشتار (انگلیسی: Ishtar؛ زادهٔ ۱۰ نوامبر ۱۹۶۸) خواننده، ترانه‌سرا اهل اسرائیل است. وی از سال ۱۹۹۶ میلادی تاکنون مشغول فعالیت بوده‌است. وی عضو گروه موسیقی آلابینا یک گروه فرانسوی-اسرائیلی است که آهنگ‌های مختلفی به زبان‌های عربی- عبری - اسپانیایی و فرانسوی رو اجرا می کند. نام گروه از نام اولین و معروفترین آهنگ این گروه برگرفته شده‌است.

## زندگی‌نامه
با نام اصلی (به انگلیسی: Esther (Eti) Zach) (به عبری: אסתר (אתי) זך) در روز ۱۰ نوامبر ۱۹۶۸ در کریات آتا در نزدیکی حیفا به دنیا آمد. مادر وی از یهودیان مصر و پدرش از یهودیان مراکش بودند. والدین وی از سفاردی‌ها-مزراحی هستند که به اسرائیل مهاجرت کرده‌اند.